# R&G (Rhythm & Gangsta): The Masterpiece
R&G (Rhythm & Gangsta): The Masterpiece — сьомий студійний альбом американського репера Snoop Dogg, який вийшов 16 листопада 2004 року на лейблах Doggystyle Records, Star Trak Entertainment і Geffen Records. Робота над альбомом тривала з 2003 по 2004 рік. Продюсерами альбому стали The Neptunes, The Alchemist, Lil Jon, Hi-Tek, Воррен Кемпбелл, L.T. Hutton та ін.

## Комерційний успіх
R&G (Rhythm & Gangsta): The Masterpiece дебютував на шостому місці в чарті Billboard 200, продавши 225 000 копій за перший тиждень. На другому тижні альбом опустився на дев’яте місце в Billboard 200, продавши 203 000 примірників, а загалом за два тижні було продано 428 000 одиниць. Станом на березень 2008 року альбом розійшовся тиражем у 1,724,000 копій у США. Станом на вересень 2007 року альбом був проданий тиражем 2 485 000 копій по всьому світу.

## Критика
R&G (Rhythm & Gangsta): The Masterpiece отримав загалом позитивні відгуки музичних критиків. У Metacritic він отримав середній бал 63 на, що вказує на «загалом схвальні відгуки». Uncut оцінив альбом на 3 зірки з 5 і написав, що «Снуп все ще вдається до певного земного фанку, якому сприяє величезний список гостей».
Том Мун із журналу Rolling Stone написав, що «навіть у своїй безумній розпусті R&G не є шедевром реп-соулу, який об’єднує світи, як це обіцяє назва. Тим не менш, найкращі продюсери тут забезпечить Доггу найкращий супровід у його кар'єрі: змієподібний сингл «Drop It Like It's Hot», спродюсований Neptunes, пов'язує хитро-буйний виступ Снупа з невпинним відскоком на танцполі... Проблема приходить, коли Dogg виходить на вулицю: те, що мало бути яскравим дуетом з 50 Cent, «Oh No», швидко закисає, і грубий гімн за участю Lil Jon і Trina, «Step Yo Game Up», починається невибагливо непристойно і звідти спускається R&G, що вимагає трохи більше R і трохи розумнішого G — або, якщо Snoop справді хоче бути сміливим, взагалі немає G».

## Список пісень
| #     | Назва                                                    | Автор | Продюсер(и)               | Тривалість |
| ----- | -------------------------------------------------------- | --- | ------------------------- | ---------- |
| 1.    | «I Love to Give You Light (Intro)»                       | Calvin Broadus, Priest Brooks, Alan Maman                                                                      | The Alchemist             | 2:38       |
| 2.    | «Bang Out»                                               | Broadus, Jasmin Lopez, Jonathan Rotem                                                                          | J.R. Rotem                | 3:05       |
| 3.    | «Drop It Like It’s Hot» (з участю Pharrell Williams)     | Broadus, Chad Hugo, Pharrell Williams                                                                          | The Neptunes              | 4:26       |
| 4.    | «Can I Get a Flicc Witchu» (з участю Bootsy Collins)     | Broadus, William Collins, Josef Leimberg                                                                       | Josef Leimberg            | 5:24       |
| 5.    | «Ups & Downs» (з участю The Bee Gees)                    | Broadus, Warryn Campbell, Barry Gibb, Maurice Gibb, Robin Gibb                                                 | Warryn Campbell           | 4:04       |
| 6.    | «The Bidness»                                            | Broadus, Hurby Azor, Brooks, J.K. Simmons, James Brown                                                         | Soopafly                  | 3:28       |
| 7.    | «Snoop D.O. Double G»                                    | Broadus, Michael Clervoix                                                                                      | Black Jeruz, Sha Money XL | 4:01       |
| 8.    | «Let’s Get Blown» (з участю Pharrell Williams)           | Broadus, Steve Arrington, Hugo, Williams                                                                       | The Neptunes              | 4:41       |
| 9.    | «Step Yo Game Up» (з участю Lil Jon і Trina)             | Broadus, James Smith, Jonathan Smith, Katrina Taylor                                                           | Lil Jon                   | 4:24       |
| 10.   | «Perfect» (з участю Charlie Wilson)                      | Broadus, Hugo, Williams, Charlie Wilson                                                                        | The Neptunes              | 5:51       |
| 11.   | «WBALLZ (Skit)»                                          | Broadus | Snoop Dogg                | 0:21       |
| 12.   | «Fresh Pair of Panties On»                               | Broadus, J.A. Black, Terrace Martin                                                                            | Ole Folks                 | 2:31       |
| 13.   | «Promise I»                                              | Broadus, Latonya Givens, Denaun Porter, Ohio Players                                                           | Mr. Porter                | 3:17       |
| 14.   | «Oh No» (з участю 50 Cent)                               | Broadus, Clervoix, Curtis Jackson, Rondell Turner                                                              | Ron Browz, Sha Money XL   | 4:03       |
| 15.   | «Can U Control Yo Hoe» (з участю Soopafly)               | Broadus, Brooks, Lenton Hutton                                                                                 | L.T. Hutton               | 3:08       |
| 16.   | «Signs» (з участю Джастіна Тімберлейка & Charlie Wilson) | Broadus, Hugo, Джастін Тімберлейк, Williams, Wilson                                                            | The Neptunes              | 3:56       |
| 17.   | «I'm Threw Witchu» (з участю Soopafly)                   | Broadus, Brooks, Campell                                                                                       | Warryn Campbell           | 4:21       |
| 18.   | «Pass It Pass It»                                        | Broadus, Hugo, Williams                                                                                        | The Neptunes              | 4:23       |
| 19.   | «Girl Like U» (з участю Nelly)                           | Broadus, Cornell Haynes, Hutton, James Moore III, Kurtis Walker, Larry Smith, Robert Ford Jr., Russell Simmons | L.T. Hutton               | 4:36       |
| 20.   | «No Thang on Me» (з участю Bootsy Collins)               | Broadus, Collins, Tony Cottrell, Curtis Mayfield                                                               | Hi-Tek                    | 4:41       |
| 70:41 |                                                          | |                           |            |

Використані семпли
- «I Love to Give You Light» — «I Come That You Might Have Life» у вик. Andrae Crouch Singers і «The Greatest Love of All» у вик. Едді Мерфі.
- «Drop It Like It's Hot» — «White Horse» у вик. Laid Back.
- «Can I Get a Flicc Witchu» — «One for the Treble (Fresh)» у вик. Davy DMX.
- «Ups & Downs» — «Love You Inside Out» у вик. The Bee Gees.
- «The Bidness» — «Think (About It)» у вик. Лін Коллінз, «Runnin» у вик. Едвіна Старра, «Richard Pryor Dialogue» у вик. Річарда Прайора і «Cinderfella Dana Dane» у вик. Дани Дейн.
- «Let's Get Blown» — «Watching You» у вик. Slave.
- «No Thang on Me» — «No Thing on Me (Cocaine Song)» у вик. Кертіса Мейфілда і «All Around the World» у вик. Лайзи Стенсфілд.

## Чарти
| Чарт (2004–2005)                                        | Пікова позиція |
| ------------------------------------------------------- | -------------- |
| Австралія Australian Albums (ARIA)                      | 38             |
| Австрія Austrian Albums (Ö3 Austria)                    | 26             |
| Бельгія Belgian Albums (Ultratop Flanders)              | 11             |
| Бельгія Belgian Albums (Ultratop Wallonia)              | 59             |
| Канада Canadian Albums (Billboard)                      | 8              |
| Канада Canadian R&B Albums (Nielsen SoundScan)          | 3              |
| Данія Danish Albums (Hitlisten)                         | 12             |
| Нідерланди Dutch Albums (MegaCharts)                    | 17             |
| Франція French Albums (SNEP)                            | 14             |
| Німеччина German Albums (Offizielle Top 100)            | 14             |
| Італія Italian Albums (FIMI)                            | 47             |
| Нова Зеландія New Zealand Albums (Recorded Music NZ)    | 11             |
| Норвегія Norwegian Albums (VG-lista)                    | 12             |
| Швеція Swedish Albums (Sverigetopplistan)               | 47             |
| Швейцарія Swiss Albums (Schweizer Hitparade)            | 13             |
| Велика Британія UK Albums (Official Charts Company)     | 12             |
| Велика Британія UK R&B Albums (Official Charts Company) | 4              |
| США Billboard 200                                       | 6              |
| США Top R&B/Hip-Hop Albums (Billboard)                  | 4              |
| США Top Rap Albums (Billboard)                          | 3              |

| Чарт (2004)                     | Позиція |
| ------------------------------- | ------- |
| Велика Британія UK Albums (OCC) | 187     |

| Чарт (2005)                                  | Позиція |
| -------------------------------------------- | ------- |
| Бельгія Belgian Albums (Ultratop Flanders)   | 47      |
| Нідерланди Dutch Albums (Album Top 100)      | 54      |
| Франція French Albums (SNEP)                 | 96      |
| Німеччина German Albums (Offizielle Top 100) | 66      |
| Швейцарія Swiss Albums (Schweizer Hitparade) | 85      |
| Велика Британія UK Albums (OCC)              | 78      |
| США Billboard 200                            | 25      |
| США Top R&B/Hip-Hop Albums (Billboard)       | 16      |

## Сертифікації
| Регіон                                                                                          | Сертифікація | Продажі   |
| ----------------------------------------------------------------------------------------------- | ------------ | --------- |
| Австралія (ARIA)                                                                                | Золотий      | 35 000^   |
| Канада (Music Canada)                                                                           | Платиновий   | 100 000^  |
| Данія (IFPI Denmark)                                                                            | Золотий      | 20 000^   |
| Франція (SNEP)                                                                                  | Золотий      | 100 000*  |
| Німеччина (BVMI)                                                                                | Золотий      | 100 000^  |
| Італія (FIMI)                                                                                   | Золотий      | 50 000*   |
| Нова Зеландія (RIANZ)                                                                           | Платиновий   | 15 000^   |
| Швейцарія (IFPI Switzerland)                                                                    | Золотий      | 20 000^   |
| Велика Британія (BPI)                                                                           | Платиновий   | 300 000^  |
| США (RIAA)                                                                                      | Платиновий   | 1,724,000 |
| *продажі, що базуються лише на сертифікаціях ^відвантаження, що базуються лише на сертифікаціях |              |           |